# Кржанич, Брайан
Брайан Кржанич (англ. Brian Matthew Krzanich; род. 9 мая 1960) — американский менеджер, бывший генеральный директор корпорации Intel (2013 — 2018 г.г.), член совета директоров Ассоциации полупроводниковой промышленности.

## Биография
В 1982 году окончил университет штата Калифорния в Сан-Хосе со степенью бакалавра в области химии.
После окончания университета начал работать инженером-технологом на предприятии компании Intel в Нью-Мексико. Через некоторое время занял должность управляющего производством. Затем продвигался по карьерной лестнице в производственных подразделениях Intel.
В январе 2012 года был назначен исполнительным директором компании Intel.
16 мая 2013 года на собрании акционеров Intel вступил в должность генерального директора Intel.
21 июня 2018 года отправлен в отставку из-за нарушений правил компании Intel, касающиеся близких отношений между сотрудниками. Также он лишился места в совете директоров. Его руководство в Intel омрачилось проблемами с освоением передовых технологических норм, успешным возвращением конкурирующей компании AMD на рынок настольных и серверных процессоров, скандалом с продажей главой Intel своих акций на общую сумму в $24 млн накануне обнародования сведений о масштабных аппаратных уязвимостях Spectre и Meltdown.